# Raisa Bielskich
Raisa Aleksiejewna Bielskich (ros. Раи́са Алексе́евна Бе́льских, ur. 28 kwietnia 1934 we wsi Bierezniagowka w rejonie usmańskim w obwodzie centralno-czarnoziemskim (obecnie obwód lipiecki), zm. 13 lipca 2012 w Nowej Usmani w obwodzie woroneskim) – dyrektor sowchozu, Bohater Pracy Socjalistycznej (1966).

## Życiorys
W 1957 ukończyła studia na Wydziale Agronomicznym Woroneskiego Instytutu Rolniczego, po czym pracowała jako agronom w sowchozie. W latach 1961–1973 kierowała oddziałem sowchozu "Michajłowski" w rejonie panińskim w obwodzie woroneskim. Od 8 kwietnia 1966 do 30 marca 1971 zastępca członka KC KPZR, w latach 1973–1989 dyrektor sowchozu "Leninski Put'". Za osiągnięcie sukcesu w pracy mającej na celu zwiększenie produkcji rolnej, uchwałą Prezydium Rady Najwyższej ZSRR z 23 czerwca 1966 otrzymała tytuł Bohatera Pracy Socjalistycznej. Odznaczona również dwoma Orderami Lenina (23 czerwca 1966 i 8 kwietnia 1971) i medalami, m.in. Złotym Medalem Wystawy Osiągnięć Gospodarki Narodowej ZSRR (1967).